# Hoineno
Hoineno is een bestuurslaag in het regentschap Timor Tengah Selatan van de provincie Oost-Nusa Tenggara, Indonesië. Hoineno telt 2071 inwoners (volkstelling 2010).